# Petra Braselmann
Petra Braselmann (* 8. Oktober 1951 in Wuppertal; † 8. Dezember 2015 in Innsbruck) war eine deutsche Romanistin und Hochschullehrerin.

## Leben
Petra Braselmann (auch: Petra M. E. Schmidt-Braselmann) studierte ab 1971 Spanisch und Französisch an den Universitäten Düsseldorf, München, Barcelona und Nantes und schloss 1977 mit dem Staatsexamen ab. Sie wurde 1981 in Düsseldorf von Peter Wunderli promoviert, war von 1981 bis 1988 Wissenschaftliche Assistentin, dann Akademische Rätin und Oberrätin. 1990 habilitierte sie sich in Düsseldorf. Sie war von 1996 bis zu ihrem Tod ordentliche Professorin für Romanische Sprachwissenschaft (Spanische und Französische Linguistik) an der Universität Innsbruck.
Braselmann war seit 2001 Mitglied der Jury zur Verleihung des Tiroler Wissenschaftspreises und seit 2003 Vorsitzende des Zweiges Innsbruck/Bozen der „Gesellschaft für deutsche Sprache“.

## Forschungsschwerpunkte
Ihre Hauptinteressen in der Forschung lagen u. a. in Semiotik, Rechtssprache, angewandter Sprachwissenschaft, der romanischen Grammatikographie, Antonio Nebrijas Spanischer Grammatik, der französischen Sprachpolitik, Anglizismen, Internationalismen, Internationalisierung von Kommunikation im europäischen Kontext und der Genderlinguistik. Ein großes Anliegen war ihr auch die interdisziplinäre Zusammenarbeit mit Kolleginnen der Kunstgeschichte und Slawistik.

## Werke
- Konnotation. Verstehen. Stil. Operationalisierung sprachlicher Wirkungsmechanismen dargestellt an Lehnelementen im Werke Maurice Dekobras. Peter Lang, Bern 1981. (Dissertation)
- Humanistische Grammatik und Volkssprache. Zur „Gramática de la lengua castellana“ von Antonio de Nebrija. Droste, Düsseldorf 1991. (Habilitationsschrift)
- Sprachpolitik und Sprachbewusstsein in Frankreich heute. Niemeyer, Tübingen 1999.